# 小青格里河

小青格里河

小青格里河，也称小青河，位于中华人民共和国新疆维吾尔自治区阿勒泰地区青河县东北部的一条河流，是青格里河左岸支流，发源于阿尔泰山东段南坡亚高山草原带三道海子中的什巴尔库勒湖（花海子），自东南向西北流约8千米后转西流，约20千米后右纳灭日特克河（大部分资料和地图将该河标为小青格里河上游）后转向西南流，经青河县城东郊，在城南7千米处与大青格里河汇合成青格里河。河流全长108千米，流域面积1297平方千米，年均径流量2.4亿立方米。
2019年阿勒泰地区行政公署公布的河流湖泊管理范围的公告，小青格里河管理范围起自灭日特克河汇合口，终点为大青格里河汇合口，左岸管理范围边界线长48.7千米，右岸为48.8千米。